# Egyd Pepich
Egyd Pepich (1. září 1923 Mýto pod Ďumbierom – 24. listopadu 2006 Modra) byl slovenský a československý generál, politik Komunistické strany Slovenska, poúnorový poslanec Slovenské národní rady a Národního shromáždění ČSSR a Sněmovny národů Federálního shromáždění a ministr vnitra vlád Slovenské socialistické republiky.

## Biografie
Pocházel z chudé rodiny z 11 dětí. Účastnil se Slovenského národního povstání. Tehdy působil jako osvětový důstojník 9. praporu 4. brigády 1. československého armádního sboru. Na základě vazeb a vzpomínek z doby válečných bojů se pak stal čestným občanem obce Stráňavy a zasloužil se o její rozvoj. Počátkem 90. let 20. století tak tato obec měla jako jedna z mála na Slovensku kompletně vybudované inženýrské sítě. Později vystudoval vojenskou školu a dosáhl hodnosti generála Československé lidové armády. Získal 11 státních a vojenských vyznamenání.
Ve volbách roku 1954 byl zvolen do Slovenské národní rady. Ve volbách roku 1960 byl zvolen za KSS do Národního shromáždění ČSSR za Středoslovenský kraj. V Národním shromáždění zasedal až do konce funkčního období parlamentu, tedy do voleb v roce 1964.
V letech 1955–1973 se uvádí jako účastník zasedání Ústředního výboru Komunistické strany Slovenska. Vysočanský sjezd KSČ ho zvolil za člena Ústředního výboru Komunistické strany Československa.
Po federalizaci Československa usedl roku 1969 do Sněmovny národů Federálního shromáždění, kde setrval do konce volebního období, tedy do voleb v roce 1971. Zastával i vládní posty. Ve vládě Štefana Sádovského a Petera Colotky a druhé vládě Petera Colotky byl v letech 1969–1973 ministrem vnitra Slovenské socialistické republiky.

## Vyznamenání
- Odznak Československého partyzána [10]
- Československý válečný kříž 1939, 1947
- Československá medaile Za chrabrost před nepřítelem, 1947
- Československá medaile za zásluhy I. stupně, 1947
- Medaile za vítězství nad Německem ve Velké vlastenecké válce 1941–1945, 1948 (SSSR)
- Řád 25. února, 1949
- Vyznamenání Za zásluhy o obranu vlasti, 1955
- Vyznamenání Za vynikající práci, 1958
- Řád rudé hvězdy, 1959
- Vyznamenání Za zásluhy o výstavbu, 1968
- Jubilejní medaile 20. výročí vítězství ve Velké vlastenecké válce 1941–1945, 1972 (SSSR)
- Jubilejní medaile 30. výročí vítězství ve Velké vlastenecké válce 1941–1945, 1975 (SSSR)
- Medaile 30 let SNB[11], 1975
- Pamětní medaile k 30. výročí národně osvobozeneckého boje našeho lidu a osvobození Československa Sovětskou armádou, 1975
- Řád práce, 1983
- Řád vlastenecké války, II. stupeň, 1985 (SSSR)
- Medaile Zasloužilý bojovník proti fašismu